# Будтрескон
Будтрескон  (швед. Bodträskån) — річка на півночі Швеції, у лені Норрботтен, права притока річки Лулеельвен. Довжина річки становить 80 км, площа басейну  — 1330 км².  На річці побудовано 1 малу ГЕС з встановленою потужністю 1,5 МВт й з середнім річним виробництвом 6 млн кВт·год. 